# 学校給食ソフト
学校給食ソフト（がっこうきゅうしょくソフト）とは、栄養士または管理栄養士が給食献立を作成するときに使用するパソコンソフトウェアのことである。

## 概要
それまではワープロを使用してカロリー計算書や食材発注書を作成していた。しかし、各種計算や集計作業などはほとんど手作業であった。ワープロが衰退し、パソコンの普及に伴い、パソコン用学校給食ソフトが登場した。それが「学校給食献立管理システム」である。
学校給食には「単独校」（各学校で給食調理を行う）と「共同調理場」（センターと呼ばれその地域の給食調理と配達を一括して行う）の二手法がある。学校給食ソフトでは単独校かセンターのどちらか、または両方サポートするソフトも存在する。

## 機能
- 献立作成業務 - カロリーや栄養価を計算して献立を作成する。
- 食材発注書 - 献立に使用される食材を月毎に集計し、業者に提出する発注書を作成する。また食材在庫管理機能もある。
- 家庭用献立表 - 献立から食材を「赤・黄・緑」に分類しカロリー値を表示し献立表を作成する。
- 工程図 - 調理員に各料理の作業手順を指示する際の手順書を作成する。
- 報告書類 - 文部科学省に提出する週報や月報を作成する。

他に、図化機能を利用した「給食盛り付け図」などもある。

## 主なソフトウェア
| 品名                 | 提供会社                       | 特徴                                   |
| -------------------- | ------------------------------ | -------------------------------------- |
| EIBUN                | コーエイコンピューターシステム | WEB仕様・カスタマイズ柔軟              |
| N-Calc               | gbb60166                       | フリーソフト                           |
| SLIM-N               | I・TEC                         | 北海道                                 |
| アラジン             | jbm（三重県）                  | インターネット対応                     |
| アレンジャー！       | スフィアプロジェクト           | 自治体・給食センター・学校・保護者向け |
| アレンジャー！プラス | スフィアプロジェクト           | クラウド版                             |
| カロリーメイク       | 東洋システムサイエンス         | 病院・施設にも対応                     |
| 給食マイスター       | 日立産業制御ソリューションズ   | WEB仕様                                |
| 献立名人             | 株式会社綜合システム技研       | Windows 7に対応                        |
| スクールランチ       | ケイソフト熊本                 | USB媒体で運用可                        |
| らくらく献立         | 夢工房                         | ネットワーク版あり                     |